# Проспект Перемоги (Харків)
Проспе́кт Перемо́ги — проспект у Харкові, у Шевченківському районі, в історичній місцевості Олексіївка. Починається від Клочківської вулиці, прямує на північний схід і закінчується біля Лісопарку. На проспекті розташована названа на честь нього станція метро «Перемога». Проспект існує з 1977 року.

## Розташування
Проспект Перемоги починається від Клочківської вулиці й прямує на північний схід. Початок проспекту проходить через приватний сектор. Тут упираються в проспект або перетинають його вулиці Бойова, Штурмова, Армійська, Володимира Пасічника, Дмитра Кочеткова, Зв'язку, однак з більшості з цих вулиць (окрім Армійської) немає прямих виїздів на проспект. По непарній стороні проспекту на відстані кілька десятків метрів від нього проходить вулиця Петра Широніна, яка вважається іншою вулицею, але виглядає як окрема проїжджа частина проспекту. Від вулиці Ахсарова на проспекті починається багатоповерхова забудова.
На перехресті проспекту Перемоги з проспектом Людвіга Свободи є станція метро «Перемога» — кінцева станція Олексіївської лінії Харківського метрополітену. Під перехрестям проходять підземні переходи. Проспект закінчується розворотним колом для автомобільного потоку, та тролейбуса. У межах цієї території є дерева і трамвайне коло. Ліворуч від кінця проспекту йде Домобудівельна вулиця, яка служить виїздом на Лозовеньківський проспект. За 300 метрів від кінця проспекту починається Лісопарк.
Автомобільні смуги в протилежних напрямках вздовж усього проспекту розділені газоном і трамвайними коліями, які автомобілі можуть перетнути тільки в обмеженому числі місць.

## Інфраструктура
Територія, прилегла до проспекту, має достатньо розвинену мережу інфраструктури.
Освіта:
- Каразінський банківський інститут (проспект Перемоги, 55)
- Комунальний заклад "Харківський ліцей №147 Харківської міської ради" (проспект Перемоги, 68Д)
- Комунальний заклад "Харківська гімназія №148 Харківської міської ради" (проспект Перемоги, 74Д)

- Комунальний заклад "Харківський ліцей №149 Харківської міської ради" (проспект Перемоги, 67А)

- Комунальний заклад "Харківський ліцей №159 Харківської міської ради" (проспект Перемоги, 67Б).

Медицина:
- Харківська міська поліклініка №8 (проспект Перемоги, 53)

- Харківська міська стоматологічна поліклініка №7 (проспект Перемоги, 53А).

Пошта:
- Відділення Укрпошти 61201 (проспект Перемоги, 59)
- Відділення Укрпошти 61202 (проспект Перемоги, 50Б)

- Відділення Укрпошти 61174 (проспект Перемоги, 75А)

- Відділення Нової пошти №53 (проспект Перемоги, 65)

- Відділення Нової пошти №95 (проспект Перемоги, 62)

- Відділення Нової пошти №110 (проспект Перемоги, 50Б)

- Відділення Нової пошти №119 (проспект Перемоги, 70)

## Історія
Проспект заснований у 1977 році. Названий згідно з рішенням від 24 березня 1977 року.
23 серпня 1983 року відкрито трамвайний рух від Клочківської вулиці до розворотного кола.
У листопаді 1991 почалося освоєння будмайданчику майбутньої станції метро «Перемога».
9 серпня 2013 року трамвайний рух проспектом Перемоги закрито у зв'язку з будівництвом станції метро "Перемога". Трамвайний маршрут №20 перенаправлений на кінцеву "Мала Данилівка".
21 серпня 2015 року трамвайний рух проспектом Перемоги відновлено.
25 грудня 2015 відкрито нову тролейбусну лінію проспектом Перемоги від проспекту Людвіга Свободи до трамвайного кола.
25 серпня 2016 року станція метро «Перемога» відкрита для пасажирів.